# Begonia consobrina
Espèce
Statut de conservation UICN

 NT  : Quasi menacé
Begonia consobrina est une espèce de plantes de la famille des Begoniaceae.
L'espèce fait partie de la section Ruizopavonia.
Elle a été décrite en 1937 par Edgar Irmscher (1887-1968).

## Répartition géographique
Cette espèce est originaire du pays suivant : Équateur.